# Gough Whitlam

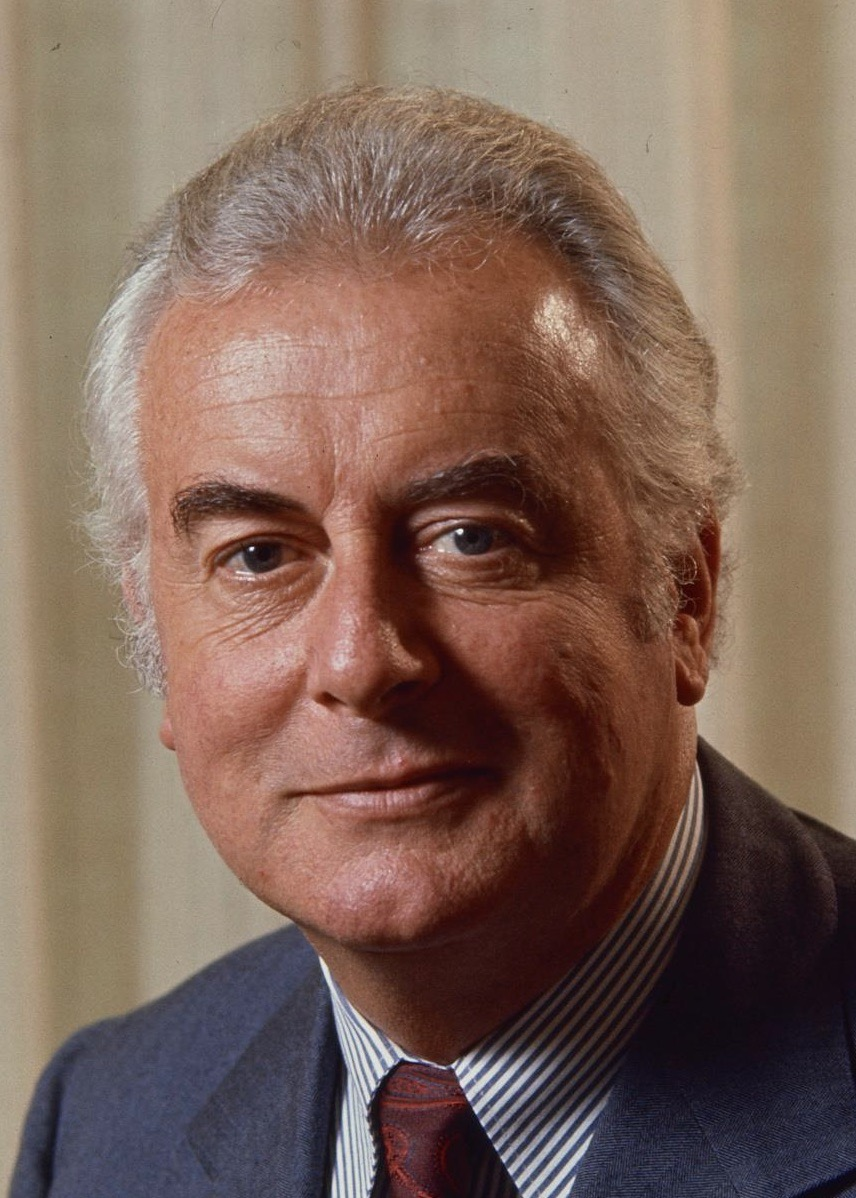
Edward Gough Whitlam (1975)

Edward Gough Whitlam AC QC (Aussprache: [ˈedwəd ɡɒf ˈwɪtləm]; * 11. Juli 1916 in Melbourne, Victoria; † 21. Oktober 2014 in Sydney, New South Wales) war ein australischer Politiker der Australian Labor Party (ALP) und 21. Premierminister seines Landes. Seine Amtszeit dauerte vom 5. Dezember 1972 bis zum 11. November 1975. Vom 8. Februar 1967 bis zum 5. Dezember 1972 sowie vom 11. November 1975 bis zum 22. Dezember 1977 war er der Oppositionsführer. Bislang war er der einzige australische Premierminister, welcher vom Generalgouverneur seines Amtes enthoben wurde.
Gough Whitlam ist bis heute eine der umstrittensten politischen Persönlichkeiten der australischen Geschichte. Auch rückblickend entzünden sich an seiner Politik immer noch hitzige Debatten zwischen ihren Befürwortern und Gegnern.

## Leben

### Bis Dezember 1972

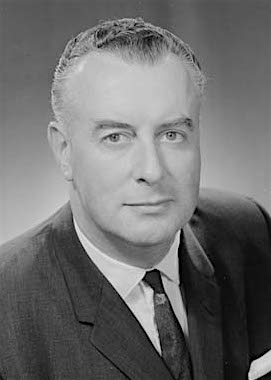
Edward Gough Whitlam (1962)

Gough Whitlam wurde in Kew, einem wohlhabenden Stadtteil Melbournes, als Sohn von Frederick und Martha Whitlam, geb. Maddocks, geboren. Er wuchs in Sydney und ab dem 12. Lebensjahr in Canberra auf.
Im Alter von 19 Jahren nahm er in Sydney ein Kunststudium auf, das er 1938 abschloss. Hernach begann er sein Jurastudium, das er von 1941 bis 1945 unterbrach, um bei der Königlich Australischen Luftwaffe im Zweiten Weltkrieg zu dienen. Er wurde in dieser Zeit als Navigator in einer im Northern Territory stationierten Staffel eingesetzt. Noch während des Krieges heiratete er 1942 Margaret Dovey, mit der er später drei Söhne und eine Tochter haben sollte. Nachdem er sich schon während seiner Dienstzeit für die Australian Labor Party (ALP) aktiv engagiert hatte, trat er ihr nach seiner Entlassung aus dem Militärdienst im Jahre 1945 offiziell bei. Er beendete sein Jurastudium und wurde 1947 als Anwalt bei Gericht zugelassen.
Im Jahr 1947 trat er erstmals auf lokaler und auf Landesebene zu Wahlen in New South Wales an, setzte sich als Kandidat allerdings nicht durch. Erst bei Nachwahlen gewann er am 29. November 1952 den Wahlbezirk Werriwa und somit einen Sitz im Landesparlament. Bald darauf, am 17. Februar 1953, zog er erstmals in das australische Repräsentantenhaus ein.
Inzwischen war er auch, seit Schulzeiten schon bekannt für Gelehrtheit, Redegewandtheit und seinen messerscharfen Verstand, zu einer herausragenden Persönlichkeit der ALP geworden. Zudem war er als einer der besten damaligen politischen Redner und Debattierer anerkannt, der es als einer der Wenigen aus der Opposition im parlamentarischen Schlagabtausch problemlos mit dem gewieften Premierminister Robert Menzies aufnehmen konnte.
So wurde er am 7. März 1960 zum stellvertretenden Parteivorsitzenden der ALP. 1963 kandidierte er erfolglos gegen Arthur Calwell um den Parteivorsitz. Nachdem dieser im Jahre 1966 erneut nach 1961 und 1963 als Oppositionskandidat die Parlamentswahlen, nunmehr gegen Harold Holt, verlor, konnte Gough Whitlam ihn 1967 im Parteivorsitz beerben.
Nachdem er 1966 aufgrund seiner Ablehnung von wichtigen programmatischen Punkten der ALP, wie beispielsweise der Verstaatlichung der Industrie, der Verweigerung staatlicher Gelder für kirchlich geleitete Schulen, oder der Politik eines „Weißen Australien“ beinahe aus der Partei ausgeschlossen worden war, konnte er nun tiefgreifende innerparteiliche Reformen durchführen und Positionen wie die gerade genannten fallenlassen. Mit diesen Reformen, welche naturgemäß Kontroversen innerhalb der Partei verursachten, konnte er seine Partei und ihr Programm letztlich neben den bisherigen Wählern aus der Arbeiterklasse nunmehr auch Wählern aus der Mittelschicht näherbringen.
Als einer der ersten australischen Politiker nutzte er das Fernsehen als Kommunikationsmedium für sich und seine Wahlkämpfe voll aus. Zunächst gewann er zwei Nachwahlen und bei den Parlamentswahlen von 1969 weitere 17 Sitze, so dass er den Wahlsieg über Harold Holt nur um vier Sitze verfehlte. Als Oppositionsführer setzte er sich unter anderem für die Abschaffung der Wehrpflicht sowie den Rückzug der australischen Streitkräfte aus dem Vietnamkrieg ein. Auch besuchte er 1971 die Volksrepublik China und versprach dort, sich für deren staatliche Anerkennung durch Australien einzusetzen.

### Amtszeit als Premierminister bis November 1975

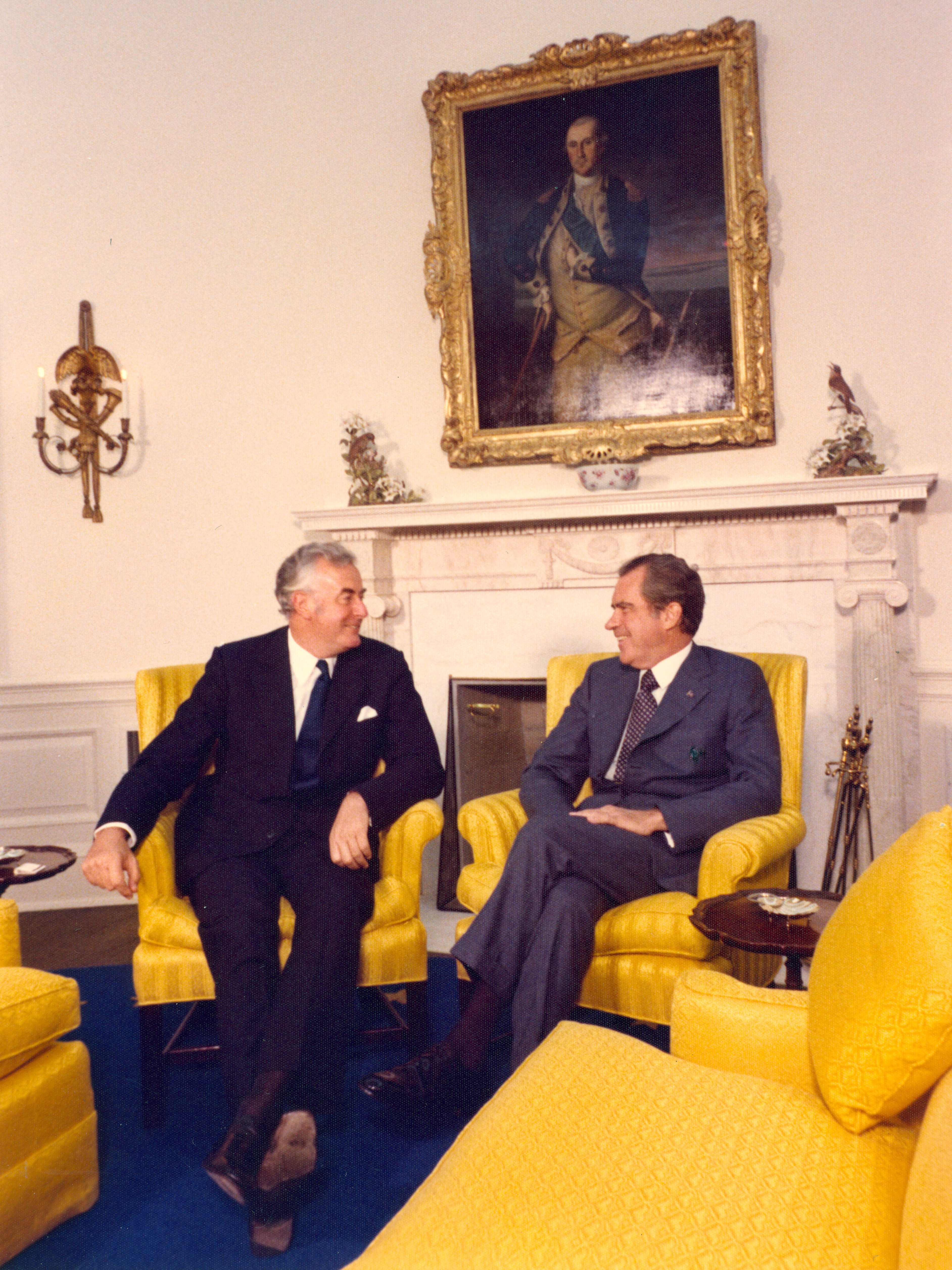
Whitlam (links) zu Besuch bei US-Präsident Nixon im Juli 1973

Die Regierung des Amtsinhabers William McMahon, deren Koalition aus liberaler- und Country-Partei bereits seit 23 Jahren die Regierung stellte, hatte bereits bei den Senatswahlen 1970 unerwartet schlechte Ergebnisse einstecken müssen. Nachdem Whitlam im Wahlkampf in einer Kampagne unter dem Titel „It's Time“ für Gesundheitsreform, mehr soziale Gerechtigkeit und ein Ende der Teilnahme am Vietnamkrieg geworben hatte, konnte er die Unterhauswahlen vom 2. Dezember 1972 für sich entscheiden. Am 5. Dezember wurde er als Premierminister Australiens vereidigt.
Gough Whitlam begann sofort damit, seine Reformen umzusetzen. In der Zeit vom 5. Dezember 1972 bis 18. Dezember 1972 stellte er zusammen mit Lance Barnard die komplette Regierung. Beide leiteten jeweils 13 der insgesamt 26 Ministerien. Diese Zeit ist als „The Ministry of two“ bekannt. Dass er nicht sogleich ein vollzähliges Kabinett anführen konnte, lag an dem zeitraubenden parteiinternen Wahlverfahren, dem sich die Minister der ALP traditionell unterziehen müssen. Erst ab dem 19. Dezember 1972 regierte er mit einem vollständigen Kabinett.
Während seiner Regierungszeit hatte er zwar stets eine komfortable Regierungsmehrheit im Repräsentantenhaus, nicht aber im Senat, wo er immer auf eine Oppositionsstimme aus der Liberal Party (LP), der Country Party (CP) oder der Democratic Labor Party (DLP) angewiesen war. Hinzu kam, dass sich nach 23 Jahren in der Opposition Verwaltung und Beamtenapparat gegenüber der neuen Regierung von Gough Whitlam nicht unbedingt als hilfreich erwiesen. Auch wurden viele Landesparlamente von seinen politischen Gegnern kontrolliert. Letzten Endes war diese Situation ein wesentlicher Faktor, wenn auch bei weitem nicht der einzige, der zu seiner Amtsenthebung führte.
Dennoch konnte Gough Whitlam in den knapp drei Jahren als Premierminister viele Veränderungen und Reformen durchsetzen:
- Abschaffung der Todesstrafe auf Bundesebene
- endgültige Abschaffung der White Australia Policy
- Einberufung des National Aboriginal Consultative Committee
- Stärkung der Gleichberechtigung von Frauen, sowie Berufung von Frauen in hohe Verwaltungs- und juristische Positionen
- Verbesserung der Arbeitslosenhilfe sowie die Einführung von Hilfen für alleinerziehende Eltern
- Einführung von Sprachlernprogrammen für nicht englischsprechende Australier
- Erhöhung von Staatszuschüssen für Bildungs- und Kunsteinrichtungen
- Senkung des Wahlalters auf 18 Jahre
- Abschaffung des britischen Systems des Ordenswesens
- Zusammenführung der unterschiedlichen Wehrbehörden in einem Ministerium
- Abschaffung der Wehrpflicht
- Entlassung des Treuhandgebiets Papua-Neuguineas in die Unabhängigkeit von Australien am 15. September 1975
- Aufnahme diplomatischer Beziehungen mit der Volksrepublik China 1972

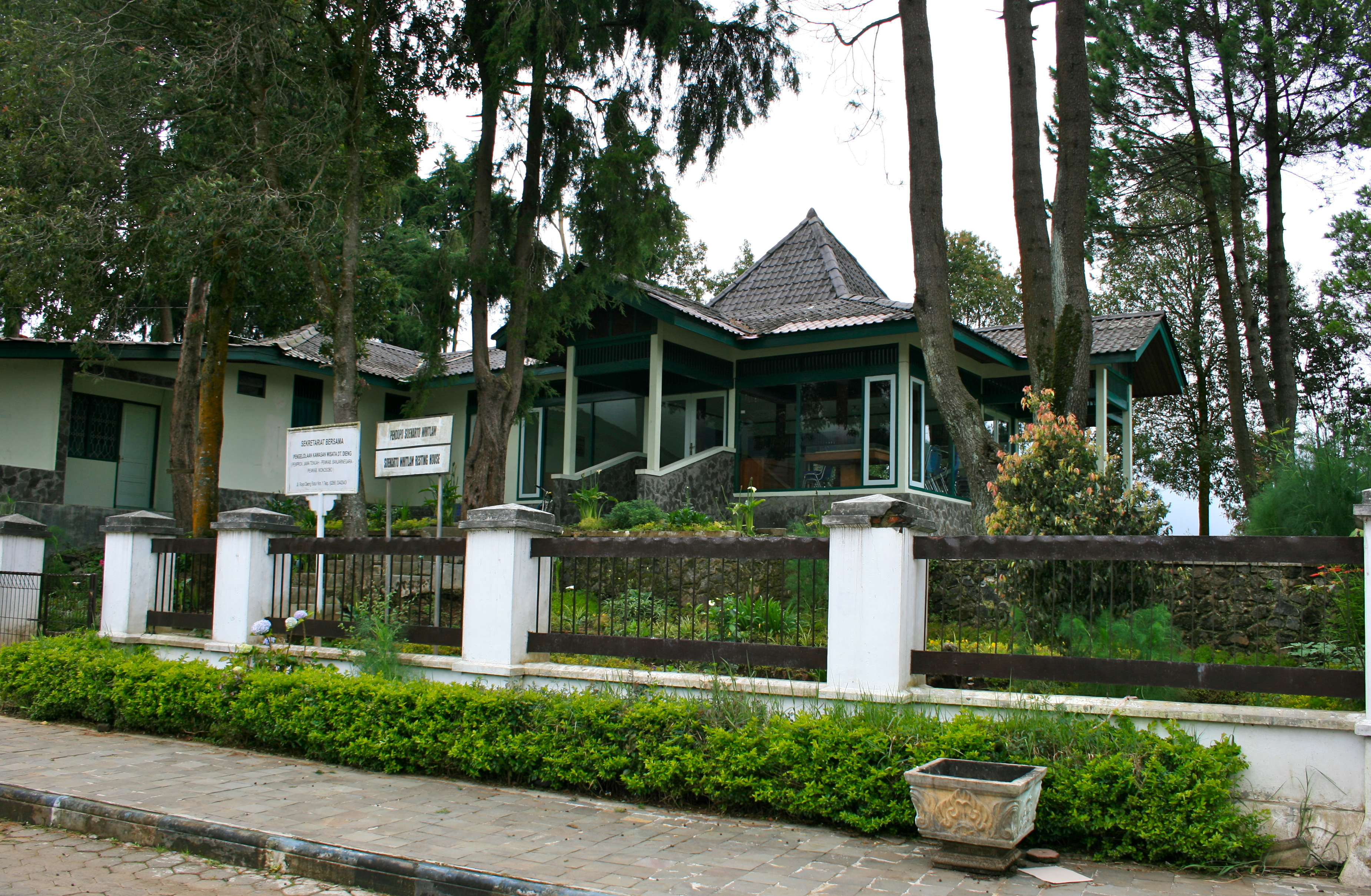
Das Suharto-Whitlam House (Dieng-Plateau, Indonesien). Hier diskutierten die beiden Politiker 1974 über Osttimor.

In der Kritik stand Whitlam wegen seiner Position gegenüber Osttimor. Die portugiesische Kolonie nördlich von Australien wurde ab 1974 auf ihre Unabhängigkeit vorbereitet, während der große Nachbar Indonesien bereits eine Annexion anstrebte. Premierminister Gough Whitlam arbeitete eng mit Indonesiens Präsidenten Suharto zusammen und verfolgte die Situation mit Besorgnis. Es war abzusehen, dass die linksorientierte FRETILIN das neue Land führen würde. Australien befürchtete einen kommunistischen Staat vor der Haustür. Während eines Treffens im September 1974 auf dem Dieng-Plateau, nahe Wonosobo, auf Java erklärte Whitlam, Osttimor würde „ein überlebensunfähiger Staat und eine potentielle Bedrohung für die Stabilität in der Region“ sein. Obwohl er den Wunsch nach Selbstbestimmung anerkannte, hielt er im Interesse Osttimors einen Anschluss an Indonesien für das Beste. Einige Monate später begann Indonesien mit der Infiltration in die grenznahe Gebiete Osttimors. Im Dezember 1975 folgte die offene Invasion und  die Besetzung des Landes für 24 Jahre, durch die geschätzte 183.000 Menschen ums Leben kamen. Australien erkannte als einziges Land der Welt die Annexion Osttimors an, indem es mit Indonesien den Timor Gap Treaty abschloss. Australien sicherte sich so Zugang zu Erdöl- und Erdgasfeldern in der Timorsee. Whitlam äußerte sich auch nicht zur Ermordung der Balibo 5 durch das indonesische Militär am Ende von Whitlams Regierungszeit. Unter den Opfern waren auch australische Staatsangehörige. Whitlam sprach sich auch nach seiner Amtszeit für die indonesische Besatzung Osttimors aus. Er wurde daher auch als „ein führendes Mitglied der Cheerleader für die indonesische Besatzung“ bezeichnet.

### Amtsenthebung
Weitere Veränderungen und Reformvorhaben wurden allerdings wiederholt vom Senat abgelehnt und konnten nicht durchgeführt werden. Diese Konstellation und zwei große Skandale, welche seine Regierung direkt betrafen, führten im Oktober 1975 dazu, dass die Opposition unter ihrem neuen Anführer Malcolm Fraser ihre Weigerung rechtfertigen konnte, einen neuen Haushalt durch den von ihr kontrollierten Senat zu verabschieden. Diese Blockade machte die Regierung Whitlam handlungsunfähig (siehe Australische Verfassungskrise von 1975). Trotzdem entschied sich Gough Whitlam gegen Neuwahlen. Andere politische Lösungen schienen nicht möglich, so dass sich die Lage zementierte.
Am 11. November 1975 schließlich enthob der damalige Generalgouverneur, Sir John Kerr, Gough Whitlam des Amtes und setzte den Oppositionsführer Malcolm Fraser bis zur Abhaltung von Neuwahlen als Premierminister ein. Zudem ließ er, unter den Umständen verfassungsgemäß, zwecks Neuwahlen sowohl das Repräsentantenhaus als auch den Senat auflösen. Beides, die Amtsenthebung und die Auflösung beider parlamentarischer Kammern, werden bis heute von vielen als verfassungsrechtlich höchst fragwürdig eingestuft. Ein derartiges Vorgehen hatte es auf Bundesebene vorher und hat es seitdem nicht mehr gegeben. Welche Beweggründe den Generalgouverneur zu diesem Vorgehen veranlasst haben, ist bis heute nicht restlos geklärt.
Noch am selben Tag billigte der Senat den Haushalt und einen Tag später wurde die Minderheitsregierung unter Malcolm Fraser eingesetzt. Die folgenden Wahlen am 13. Dezember 1975 führten zu einer überwältigenden Mehrheit für Malcolm Fraser.
Erst 2020 entschied der Oberste Gerichtshof, 211 sogenannte „Palace letters“ der Öffentlichkeit zugänglich zu machen. Es handelt sich um den Briefwechsel zwischen Generalgouverneur Kerr und dem offiziellen Staatsoberhaupt Australiens Elisabeth II. bezüglich der Amtsenthebung Whitlams.

### Ab November 1975

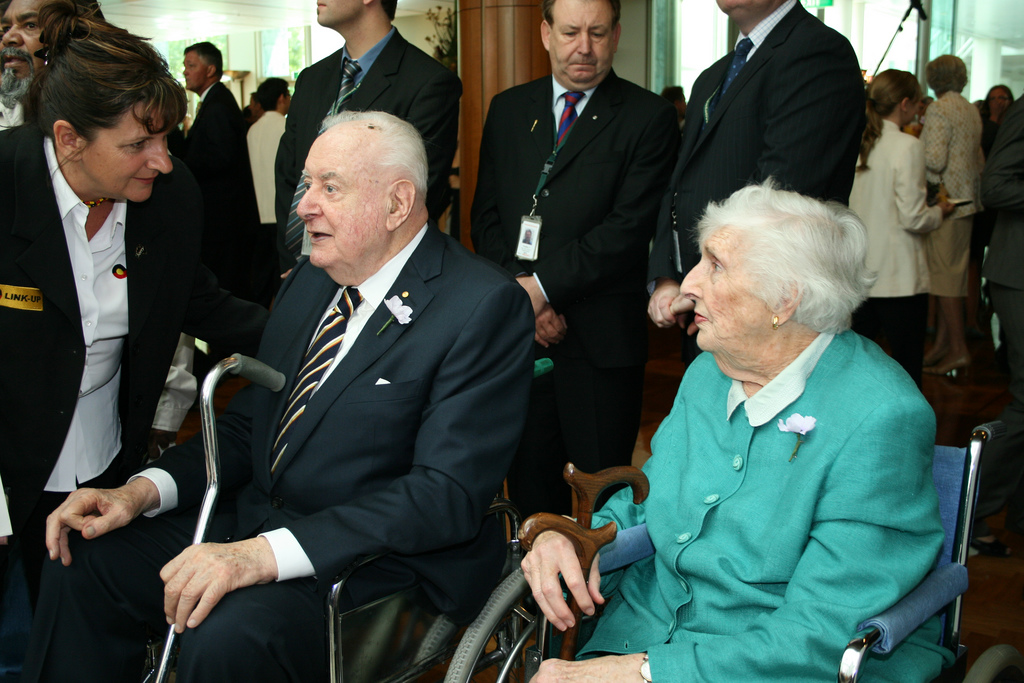
Whitlam (Mitte) mit seiner Frau Margaret 1919–2012 (rechts)

Gough Whitlam war nun wiederum Oppositionsführer und führte die ALP zu den Parlamentswahlen am 10. Dezember 1977. Da er und seine Partei bei diesen Wahlen eine ähnlich vernichtende Niederlage gegen Premierminister Malcolm Fraser hinnehmen musste wie im Jahre 1975, trat er am 22. Dezember 1977 als Parteivorsitzender zurück. Am 31. Juli 1978 gab er schließlich auch sein Mandat für das Repräsentantenhaus auf.
Ab 1978 hatte er mehrere Gastprofessuren inne. 1983 wurde er von Premierminister Bob Hawke zum australischen Botschafter bei der UNESCO in Paris berufen. Dieses Amt übte er insgesamt drei Jahre aus. Ab 1985 war er auch Mitglied in diversen Kommissionen beziehungsweise gründete und führte er unterschiedliche Stiftungen. Ab 2000 beteiligte er sich an der Einrichtung eines Whitlam-Instituts an der University of Western Sydney.
Gough Whitlam war auch ein Anhänger der Bewegung, welche die Republik Australien zum Ziel hat. Für dieses Ziel setzte er sich 1999 vor dem entsprechenden Referendum vom 6. November 1999 zusammen mit seinem alten Widersacher Malcolm Fraser aktiv wie prominent ein.

## Werke
- The truth of the matter. 3. Auflage. Melbourne University Publishing, Carton, Vic, 2005, ISBN 978-0-522-85212-7.